# Американское общество специалистов по кастингу
Американское общество специалистов по кастингу (англ. Casting Society of America, CSA) — профессиональное объединение, в котором состоят порядка 600 специалистов в области кинематографического, телевизионного и театрального кастинга. В организации представлены специалисты из США, Канады, Австралии, а также из некоторых европейских и африканских стран. Общество основали Майк Фентон, Аль Онорато и Джо Райх в Лос-Анджелесе в 1982 году. Организация не является профессиональным союзом.

## Премия Artios Awards
С октября 1985 года Американское общество специалистов по кастингу присуждает награду Artios Awards за лучший подбор актерских ансамблей в фильмах, театральных постановках и на телевидении. Церемония вручения премии проводится ежегодно в Лос-Анджелесе и Нью-Йорке. Награда вручается не менее чем в 12 различных категориях.